# Mattias Bäcklin

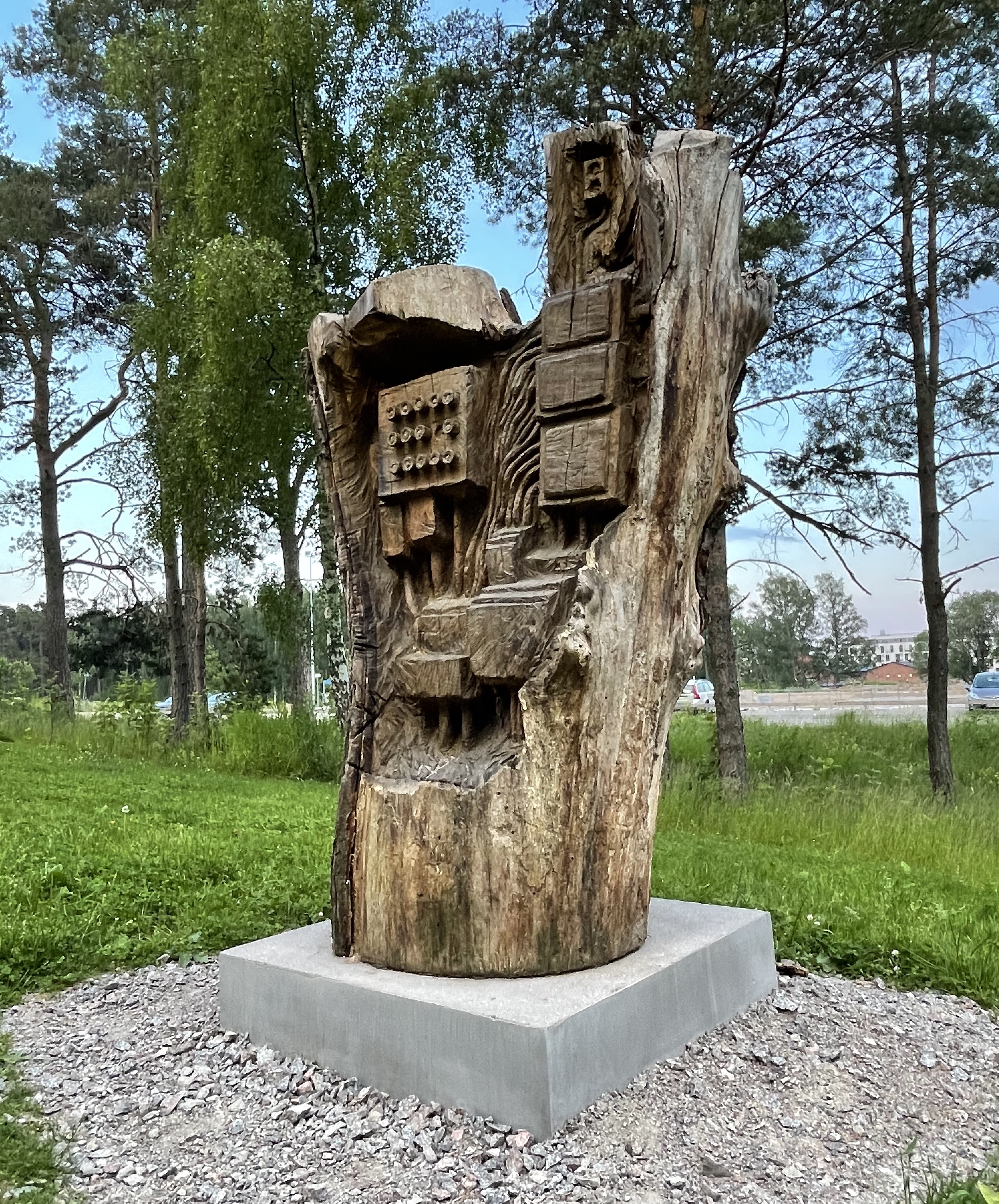
Moderstation från 2019 står i Rosendal, Uppsala och är en del av gestaltningen Med urskogen in i framtiden.

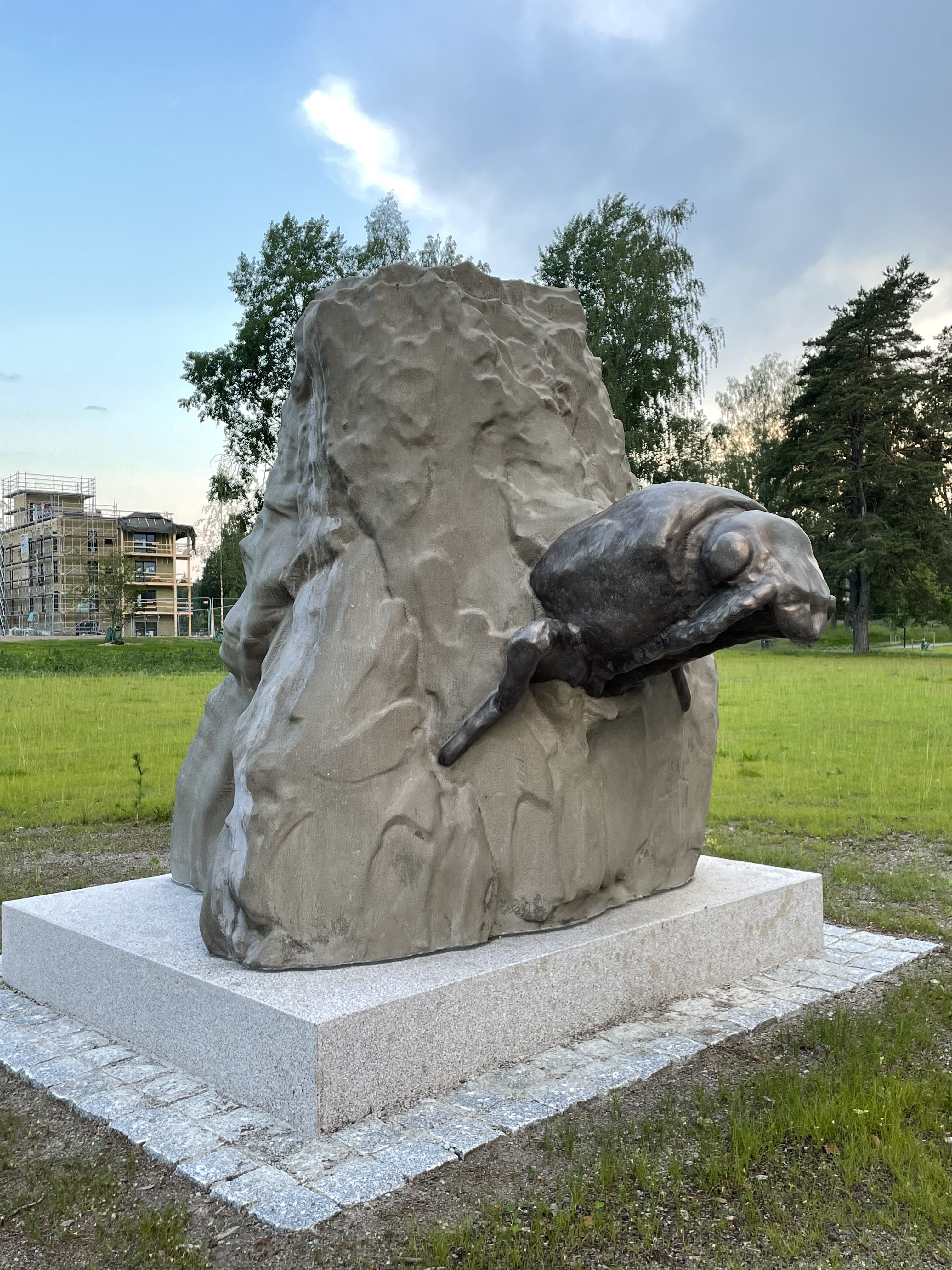
Reliktbock ser ljus installerades 2020 i Carlshage, Uppsala och visar den i området förekommande reliktbocken som ser ljuset för första gången.

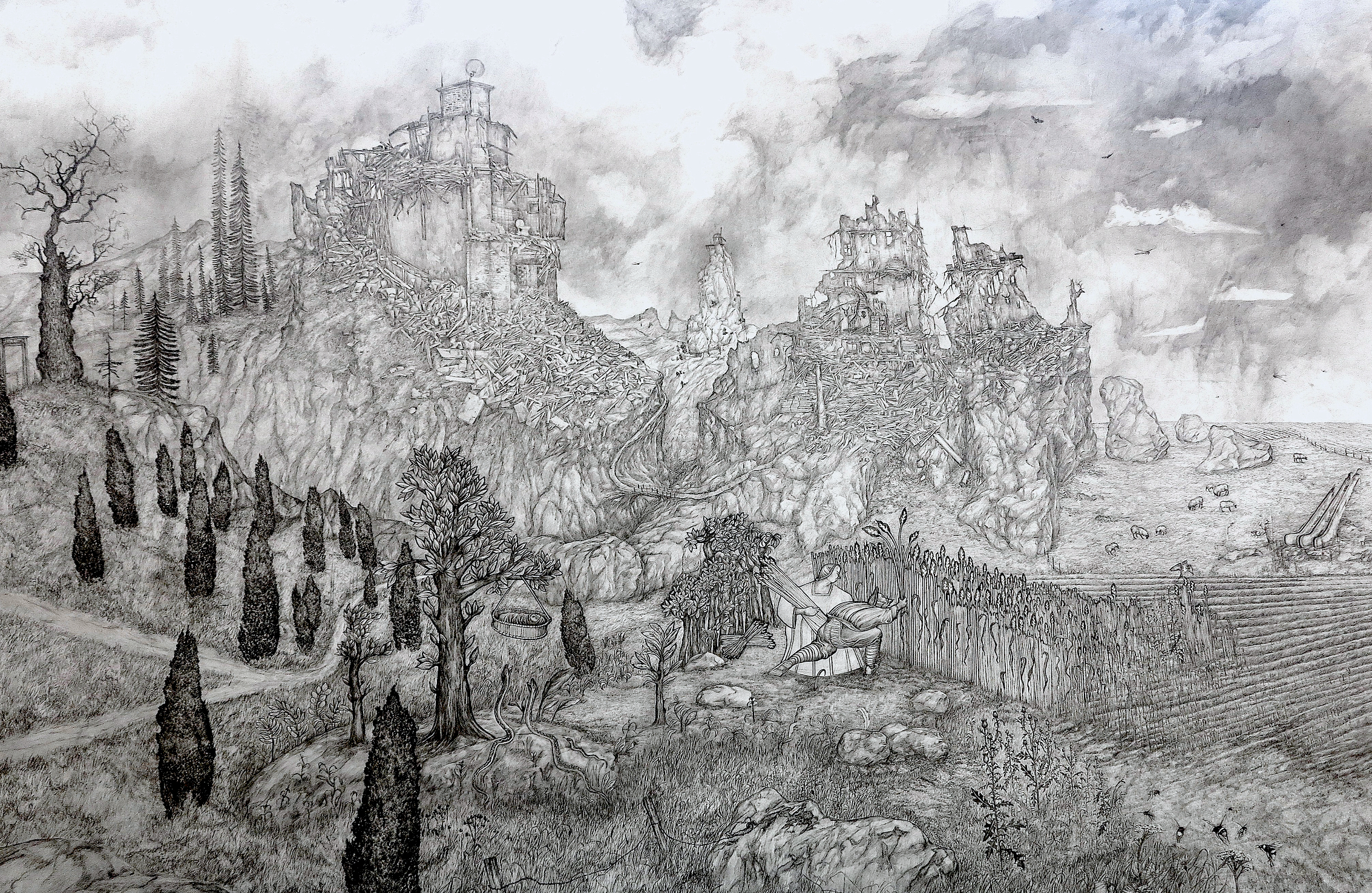
Spöktimme över Upplandslätten blyerts på kartong 210x170 cm.

Mattias Bäcklin, född 20 maj 1969 i Nyköping, är en svensk konstnär, tecknare, grafiker, skulptör, foto- och videokonstnär
Bäcklin studerade som specialstudent vid Kungliga konsthögskolan 2004–2005 och fortsatte med grafikstudier vid Kungliga konsthögskolan 2011–2013 som föjdes upp med glaskonststudier 2013–2014 samt ytterligare studier vid Konstfack 2016–2017 dessutom studerade han estetik vid Uppsala universitet. Separat har han ställt ut på bland annat Konstnärshuset i Stockholm, Enköpings konsthall, Ahlberghallen i Östersund, Teckningsmuseet i Laholm samt i Örebro, Lund och Wien. Tillsammans med Olle Ljungström ställde han ut på Galleri Kleerup 2007 och med Viktor Rosdahl ställde han ut på Galleri Butiken 2005. Han har medverkat i ett stort antal grupp- och samlingsutställningar bland annat på Vasa konstmuseum, Ulvhäll skulpturpark i Strängnäs, Liljevalchs vårsslong 2014 och på Skövde konstmuseum 2010. Bland hans offentliga arbeten märks Trädsläckaren i Solna, Med urskogen in i framtiden placerad i Siegbahnparken i Uppsala samt Betongvältor med NUG i Mariestad. Bäcklin är representerad vid bland annat Statens konstråd, Uppsala konstmuseum, Regeringskansliet samt i flera landsting och kommuner.
Mattias Bäcklins konstnärskap utgår från hans stora naturintresse och hans bakgrund inom olika former av gatukonst. Han arbetar med flera olika tekniker, främst skulpturer i betong, metall och trä, video, grafik och blyertsteckningar. Han har utfört ett flertal mycket stora teckningar där han ofta hämtat inspiration från konsthistorien. I dessa, liksom i många av hans skulpturer sker ett möte mellan olika tider och mellan naturen och den mänskliga civilisationen. I flera verk syns Bäcklins stora intresse för naturen och inte minst för fåglar och insekter. Bäcklin har utfört flera offentliga verk. Bland dessa finns skulpturer som utförts i befintliga, döda träd. Skulpturerna föreställer ofta en byggnadsdetalj eller ett föremål som kan kopplas till offentlig miljö. Detta kan till exempel vara en brandsläckare en övervakningskamera eller en luftventil. Det stora intresset för fåglar och boken Fågelsång och betong ledde till att Bäcklin fick i uppdrag att illustrera Tomas Bannerheds bok En vacker dag, utgiven av Weylers förlag, 2021.

## Offentliga verk i urval
- Stamkrog, 2018 och Övervakare, 2021 i konstparken Ulvhälls hällar, Strängnäs
- Trädsläckare, 2018, Solna
- Med urskogen in i framtiden, 2019, Siegbahnsparken i Uppsala
- Cybertotem, 2022, Örebro[3]

## Separatutställningar i urval
- Främmande, Konstkuben i regi av KRO, konstfrämjandet och Region Uppsala, Skokloster 2022
- Ansökningsprover, tillsammans med Olle Ljungström, Galleri Skomakeriet Stockholm 2022
- Panoptikon, Candyland 2022
- Lekens perifera centrum, Tegnerforbundet, Oslo 2021[4]
- Utgångar, Nässjö konsthall, 2020
- Exotopia, Kungsbacka konsthall, 29 juni - 24 augusti 2019
- Jordöga, Klippans konsthall, 9 mars - 12 april 2019
- Gynandromorf, Enköpings konsthall, 2017
- Exoville, Ahlberghallen, Östersund, 2017
- Svenska spel, med Klas Eriksson, Det nya museet, Sundbyberg 2016
- Gråzon 2000, Gislaveds konsthall, 2014
- Jarlface, S.P.Gallery, Stockholm 2013
- Bunkerteckningar, Teatergalleriet, Uppsala, 2012
- Songbird, S.P.Galery, Stockholm, 2009
- Galleri Kleerup, med Olle Ljungström, 2007
- Galleri Butiken, med Viktor Rosdahl, 2005

## Grupputställningar i urval
- Konst i ån, Norrtälje, 2022
- OpenArt, Örebro, 2022
- Avfart, ZimmHall, Stockholm, 2022
- Vi vill komma så nära det går, Edsvik konsthall, 2021
- Isolering/kommunikation, Färgfabriken, 2020
- Ojord, ZimmHall, Ekebyhovslott 2019
- Kontakt – Ytheys, Vasa konstmuseum, Finland 1 juni - 29 augusti 2019
- Ulvhälls hällar, Strängnäs, 29 april - 6 oktober, 2019[5]
- Ulvhälls hällar, Strängnäs, 9 maj -24 aug 2018
- Samling i förvandling, Uppsala konstmuseum, 2017
- Välfärdstatens gränssnitt, ZimmHall, Mossutställningar 2017
- XV:e Grafiktriennalen, Uppsala konstmuseum, 2014
- Crumbling moments, S.P.Gallery, Stockholm, 2014
- Civil olydnad, Gislaveds konsthall, 2014